# Strobilomyces foveatus
A Strobilomyces foveatus é uma espécie de fungo pouco conhecida da família Boletaceae. Foi relatada pela primeira vez pelo micologista E.J.H. Corner em 1972, a partir de espécimes que ele coletou na Malásia em 1959, e desde então foi encontrada na Austrália. Os basidiomas são caracterizados pelas pequenas escamas cônicas marrom-escuras a pretas que cobrem o píleo e pelo padrão de cristas em forma de rede na parte superior do estipe. Os esporos, aproximadamente esféricos, medem cerca de 8 μm e são densamente cobertos por espinhos cônicos finos. A comestibilidade dessa espécie é desconhecida.

## Taxonomia
A Strobilomyces foveatus foi descrita cientificamente pela primeira vez pelo micologista E.J.H. Corner em 1972, a partir de espécimes coletados em Sarawak, Malásia, em 1959, e foi uma das novas espécies de Strobilomyces descritas por ele em sua monografia sobre as Boletaceae da Malásia - as outras foram S. annulatus, S. mirandus e S. mollis.
O fungo é classificado na seção Strobilomyces do gênero Strobilomyces. As espécies dessa seção são caracterizadas por terem esporos que podem ser lisos ou com espinhos ou verrugas curtos, cristas ou reticulações. A ornamentação é reduzida ou ausente na região supra-hilar (uma área deprimida próxima ao apêndice hilar).
O epíteto específico foveatus é derivado do adjetivo em latim foveola, que se refere a uma superfície com buracos ou depressões.

## Descrição
Os píleos têm entre 7 e 10 cm de largura, com formato convexo. A superfície do píleo é coberta por escamas eretas marrom-escuras a pretas de 1,5 a 3 por 1,5 a 2,5 mm. O estipe tem até 12 cm de comprimento; tem 1,2 cm de espessura na parte superior e 1,5 cm de espessura na parte inferior. A superfície da parte superior do estipe é fortemente reticulada (coberta por um padrão semelhante a uma rede) com malhas individuais de cerca de 2 a 4 mm de largura e 1 a 2 mm de profundidade. Os poros na parte inferior do píleo têm entre 0,5 e 1 mm de largura, são brancos sujos e depois cinzentos, e apresentam uma cor marrom-escura. Os tubos que compõem os poros têm até 1,2 cm de comprimento. A carne é espessa e inicialmente branca, mas fica manchada de preto-amarronzado após a exposição ao ar.
Os esporos têm de 8 a 10 por 6,3 a 8,3 μm e são densamente cobertos por espinhos cônicos finos com cerca de 0,5 μm de altura. Os abundantes pleurocistídios (grandes células estéreis encontradas nas faces das lamelas) têm paredes finas, medindo até 90 μm de comprimento por 1 a 20 μm de largura, e formato ventricoso (com um inchaço em um lado), com um apêndice estreito de até 20 μm por 4 a 8 μm. As hifas que compõem a superfície do píleo e as verrugas são ramificadas, frouxamente entrelaçadas e de cor fuliginosa; as células sem fíbulas normalmente medem 17 a 45 por 9 a 26 μm. A superfície do estipe é formada por um tapete compacto de hifas com cerca de 120 μm de espessura, que se reduz a um himênio estéril na parte superior do estipe.
Corner observa que a espécie "pode ser idêntica" à Strobilomyces echinatus Beeli, uma espécie africana com esporos que medem 9,5 a 13 por 6,3 a 8,3 μm.

## Habitat e distribuição

A província de Sarawak (vermelho) na Malásia.

Corner coletou espécimes que cresciam em húmus no chão da floresta, no Parque Nacional de Bako (1°43′N 110°28′E) em Sarawak, Malásia, no norte de Bornéu. Também foi coletada no sul de Queensland, na Austrália. Embora não se saiba especificamente sobre a Strobilomyces foveatus, suspeita-se que todas as espécies de Strobilomyces sejam micorrízicas.